# Asyryjczycy
Asyryjczycy, Asyro-chaldejczycy (aram. ܥܡܐ ܐܬܘܪܝܐ/ܣܘܪܝܝܐ) – naród semicki zamieszkujący północny Irak, Iran, południową Turcję i Syrię. Asyryjczycy są uważani za jeden z rdzennych narodów na Bliskim Wschodzie. Za ich ojczyznę uważa się tereny położone wokół Tygrysu i Eufratu.

## Zamieszkanie

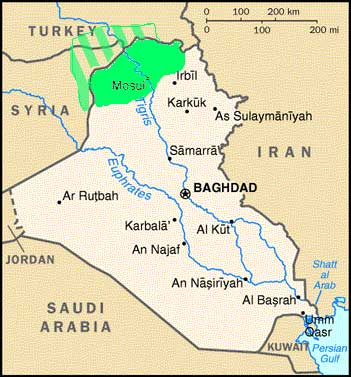
Obecny obszar zamieszkiwany przez Asyryjczyków

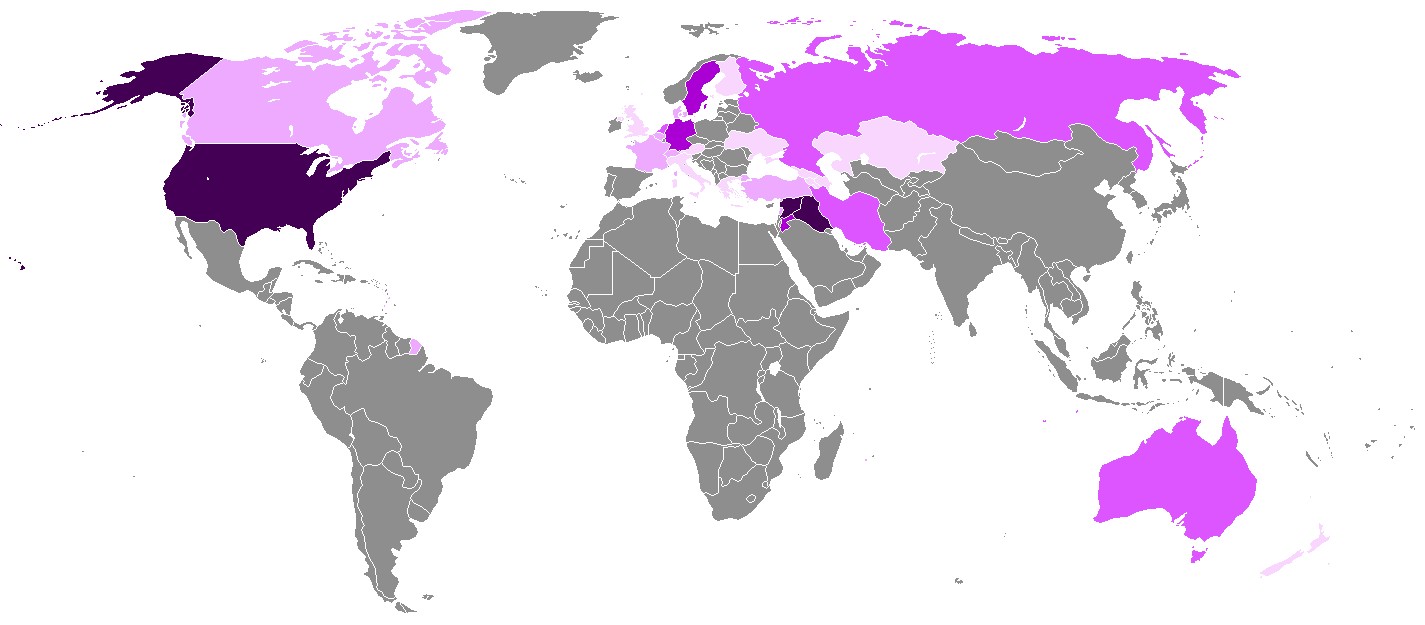
Populacja Asyryjczyków na świecie w 2014 roku

Nawiązują do tradycji starożytnej Asyrii oraz Chaldei i uważają się za spadkobierców tych państw. Posługują się językiem aramejskim i jego dialektami, używanymi na terenie Międzyrzecza przed podbojem arabskim. Są też jednym z najstarszych narodów, które przyjęły chrześcijaństwo, nastąpiło to w II wieku n.e. Obecnie zamieszkują przede wszystkim równinę Niniwy, położoną wzdłuż rzek Tygrys, Chabur i Wielki Zab, i stanowią tam ponad 80% ludności. Istnieje nieskonkretyzowany plan, aby utworzyć tam jednostkę administracyjną w postaci guberni lub autonomii.
Asyryjczycy zamieszkują także w rozproszeniu południowe obszary Turcji, część Syrii, Libanu, Iranu, pozostałej części Iraku i Jordanii. W Iranie są oficjalnie uznaną mniejszością narodową. Diaspora asyryjska istnieje na całym świecie, największa w Szwecji, Francji, Niemczech, USA, Kanadzie, Australii, Brazylii i Rosji. W Polsce istnieje mała diaspora. Światowa diaspora powstała w wyniku emigracji i ucieczek ludności przed śmiercią w czasie ludobójstwa w okresie I wojny światowej (1914–1918) na terenie Imperium Osmańskiego, przeprowadzonego przez Turków i Kurdów. Obecnie Kurdowie są bardziej przyjaźnie nastawieni do Asyryjczyków, choć zdarzają się sytuacje, gdy asyryjskie domy są zajmowane przez Kurdów, Arabów lub Turków, a ludność wypędzana.

Etniczne i religijne społeczności w Iraku:
Arabowie szyiccy: ok. 60%
Arabowie sunniccy: ok. 19%
Kurdowie: ok. 14%
Asyryjczycy: ok. 3%
Turkmeni Iraccy: ok. 2.5%
Jezydzi: ok. 1.5%

     Arabowie szyiccy: ok. 60%
     Arabowie sunniccy: ok. 19%
     Kurdowie: ok. 14%
     Asyryjczycy: ok. 3%
     Turkmeni Iraccy: ok. 2.5%
     Jezydzi: ok. 1.5%
Rdzenne rejony zamieszkania:
Irak – 800 000–1,5 mln, na początku XX wieku – ok. 2,5 mln,
Syria – 877 000,
Liban – 100 000,
Iran – 80 000,
Turcja – 15 000, jeszcze na początku XX wieku przed ludobójstwem stanowili ok. 1,5 mln obywateli

## Język
Większość Asyryjczyków posługuje się dialektami nowoaramejskimi języka aramejskiego, współcześnie także zwanymi językiem asyryjskim, zapisywanym pismem syriackim. Język aramejski jest dialektem wywodzącym się od języka akadyjskiego, używanego na terenach Mezopotamii, już 3000 lat p.n.e. Część Asyryjczyków używa także języka arabskiego, tureckiego i perskiego.

## Religia
Asyryjczycy są chrześcijanami, należą przede wszystkim do Kościołów wschodnich, takich jak: Kościół chaldejski, Asyryjski Kościół Wschodu, zwany również błędnie „nestoriańskim”, Syryjski Kościół Ortodoksyjny, zwany błędnie „jakobickim” i Kościół katolicki obrządku syryjskiego. Niewielka część wyznaje także rzymski katolicyzm i protestantyzm.

## Kultura
Odzież jest różnorodna, zazwyczaj niebieska z elementami czerwonymi, zielonymi, żółtymi i fioletowymi. Te kolory są również używane jako haft na białym ubraniu. Powszechne w użyciu są stożkowe kapelusze. Tradycyjny strój asyryjski zmienił się niewiele w stosunku do noszonego w starożytnej Mezopotamii.
Kuchnia jest podobna do innych kuchni Bliskiego Wschodu. Jest bogata w zboże, mięso, ziemniaki, pieczywo, sery i pomidory. Typową potrawą jest ryż polewany gulaszem. Kuchnia asyryjska posiada wiele specyficznych potraw, deserów, przekąsek i napojów. Popularnym napojem jest herbata. Napoje alkoholowe, takie jak wino i piwo pszeniczne, są produkowane i spożywane, w przeciwieństwie do muzułmańskiej ludności Iraku czy Iranu.
Asyryjskie święta wydają się być ściśle związane z ich wiarą chrześcijańską, w związku z czym najważniejszym świętem jest Wielkanoc. Podczas wielkiego postu Asyryjczycy przestrzegają 50-dniowego postu, polegającego na powstrzymaniu się od jedzenia mięsa i innych pokarmów pochodzenia zwierzęcego. Ich święta są unikatowe dla ich kultury i tradycji, jak również i religii.
Asyryjczycy również praktykują specyficzne ceremonie weselne. Rytuały wykonywane w trakcie wesela składają się z wielu różnych elementów z przeszłości, sięgających aż do 3000 lat wstecz. Tradycyjny ślub asyryjski trwał tydzień. Dzisiaj wesela w asyryjskiej ojczyźnie trwają zwykle 2–3 dni, a w asyryjskiej diasporze około 2 dni.

## Historia współczesna
Podobnie jak Ormianie, Asyryjczycy byli poddani ludobójstwu ze strony Turków w czasie I wojny światowej. W 1933 roku popierana (inspirowana) przez irackie władze masakra w Simele pozbawiła życia około 3 tysiące Asyryjczyków.
Za swoich rządów Saddam Husajn szukał współpracy z Asyryjczykami w celu poróżnienia ich z Kurdami, co miało udaremnić umacnianie się opozycji antyrządowej w Iraku, którą Asyryjczycy na przełomie lat 60. i 70. XX wieku wspierali, walcząc razem z kurdyjskimi peszmergami przeciwko partii Baas. Kiedy Saddamowi nie udało się pozyskać poparcia Asyryjczyków, próbował on poprzez wspieranie Chaldejskiego Kościoła Katolickiego pomniejszyć wagę identyfikacji etnicznej Asyryjczyków na rzecz ich tożsamości religijnej poprzez fundacje budynków sakralnych i wspieranie finansowe chaldejskiej diaspory. Chrześcijanie pod rządami partii Baas nie byli prześladowani z powodu swej wiary (Boże Narodzenie było świętem państwowym w Iraku), a Asyryjczycy zajmowali się głównie tym sektorem gospodarki, od którego stronili pobożni muzułmanie, a więc prowadzili sklepy monopolowe, sklepy z muzyką, salony fryzjerskie i piękności oraz zajmowali się organizowaniem publicznej rozrywki.
Od czasów II wojny w Zatoce Perskiej w 2003 roku, w okresie tak zwanej stabilizacji, Asyryjczycy w Iraku są ofiarami prześladowań ze strony islamskiej większości. W parlamencie Kurdystanu posiadają 5 miejsc. Wszystkie frakcje asyryjskie opowiadają się za powstaniem asyryjskiej prowincji lub autonomii. Za autonomią asyryjską opowiadał się również były prezydent Iraku Dżalal Talabani, a także jezydzi, którzy w dzisiejszym Iraku też są ofiarami prześladowań. Wielu Asyryjczyków, w wyniku ataków – głównie arabskich muzułmanów, w Bagdadzie, Nasirijji, Basrze i innych miastach – przeniosło się na północ do swoich terenów ojczystych i obecnie w większości są tam skupieni. Powiązani etnicznie i językowo mandejczycy postępują tak samo.
Po wybuchu wojny domowej w Syrii grupy asyryjskie biorą udział zarówno politycznie (m.in. Partia Unii Syriackiej), jak i militarnie w zdominowanych przez Kurdów, ale wieloetnicznych Syryjskich Siłach Demokratycznych (m.in.  Syriacka Rada Wojskowa). Włączają się również w funkcjonowanie administracji Autonomicznej Administracji Północnej i Wschodniej Syrii.

## Media asyryjskie

### Telewizje
- AshurTV
- AssyriaSat
- Ishtar TV
- Suroyo TV
- Suryoyo Sat
- Assyria TV

### Internet
Istnieje także wikipedia w języku aramejskim.
- Aina.org

## Znani Asyryjczycy (czasy starożytne i współczesne)
- Aszurnasirpal II,
- Abgar V Ukkama,
- Efrem Syryjczyk,
- papież Konstantyn,
- Naum Faiq,
- Agha Petros,
- Freydun Atturaya,
- Alphonse Mingana,
- Ammo Baba,
- Rosie Malek Yonan,
- Andre Agassi,
- Kennedy Bakircioglü
- Mikael Ishak